# Jakub Zygmunt Rybiński
Jakub Zygmunt Rybiński herbu Wydra (zm. 16 grudnia 1725) – generał-lejtnant, generał artylerii koronnej 1714–1725, generał kawalerii autoramentu narodowego od 1710, wojewoda chełmiński 1714–1725, łowczy wielki koronny 1710–1714, marszałek Trybunału Głównego Koronnego w 1715 i 1725 roku, dowódca dywizji saskiej operującej w Prusach w 1705 roku, starosta wiślicki, kowalewski, lipieński i śniatyński, podkomorzy chełmiński, ekonom malborski, ambasador Rzeczypospolitej w Imperium Osmańskim w 1710 roku.

## Życiorys
Wywodził się z kaszubskiej rodziny szlacheckiej Rybińskich z Rybna.
Poseł  z województwa pomorskiego na sejm elekcyjny 1697 roku. Był posłem z województwa pomorskiego na sejm pacyfikacyjny 1699 roku. Był uczestnikiem Walnej Rady Warszawskiej 1710 roku.
Odznaczony Orderem Orła Białego.